# Équipe de Cuba masculine de volley-ball
Cet article traite de l'équipe masculine. Pour l'équipe féminine, voir Équipe de Cuba féminine de volley-ball.
L'équipe de Cuba de volley-ball est composée des meilleurs joueurs cubains sélectionnés par la Fédération cubaine de volley-ball (Federación Cubana de Voleibol, FCV). Elle est actuellement classée au 7e rang de la Fédération internationale de volley-ball au 4 janvier 2014.

## Palmarès et parcours

### Palmarès
- Jeux Olympiques
  - Troisième : 1976
- Championnat du monde
  - Finaliste : 1990, 2010
- Ligue mondiale (1)
  - Vainqueur : 1998
  - Finaliste : 1991, 1992, 1994, 1997, 1999
  - Troisième : 1995, 2005, 2012
- Coupe du monde (1)
  - Vainqueur : 1989
  - Finaliste : 1981, 1991, 1999
  - Troisième : 1977
- World Grand Champions Cup (1)
  - Vainqueur : 2001
  - Finaliste : 2009
  - Troisième : 1993, 1997
- Jeux panaméricains (5)
  - Vainqueur : 1971, 1975, 1979, 1991, 1999
  - Finaliste : 1983, 1987, 2003, 2011
  - Troisième : 1967, 1995, 2007
- Championnat d'Amérique du Nord (15)
  - Vainqueur : 1969, 1971, 1975, 1977, 1979, 1981, 1987, 1989, 1991, 1993, 1995, 1997, 2001, 2009, 2011
  - Finaliste : 1973, 1985, 1999, 2005
  - Troisième : 1983, 2003, 2007, 2013
- Copa America (2)
  - Vainqueur : 2000, 2008
  - Finaliste : 2001
  - Troisième : 1998, 2005, 2007
- Jeux d'Amérique centrale et des Caraïbes (10)
  - Vainqueur : 1946, 1966, 1970, 1974, 1978, 1982, 1986, 1990, 1993, 1998
  - Finaliste : 1930, 1950, 2006
  - Troisième : 1935, 1954
- Coupe panaméricaine
  - Troisième : 2007

### Parcours

#### Jeux Olympiques
| - 1964 : non participant - 1968 : non participant - 1972 : 10e - 1976 : 3e - 1980 : 7e - 1984 : non participant - 1988 : non participant - 1992 : 4e - 1996 : 6e - 2000 : 7e | - 2004 : non participant - 2008 : non participant - 2012 : non participant - 2016 : 11e |

#### Championnats du monde
| - 1949 : non participant - 1952 : non participant - 1956 : 19e - 1960 : non participant - 1962 : non participant - 1966 : 17e - 1970 : 13e - 1974 : 8e - 1978 : 3e - 1982 : 10e | - 1986 : 5e - 1990 : Finaliste - 1994 : 4e - 1998 : 3e - 2002 : 19e - 2006 : 15e - 2010 : Finaliste |

#### Ligue mondiale
| - 1990 : non participant - 1991 : Finaliste - 1992 : Finaliste - 1993 : 4e - 1994 : Finaliste - 1995 : 3e - 1996 : 4e - 1997 : Finaliste - 1998 : Vainqueur - 1999 : Finaliste | - 2000 : 8e - 2001 : 5e - 2002 : 13e - 2003 : 13e - 2004 : 7e - 2005 : 3e - 2006 : 7e - 2007 : 7e - 2008 : 10e - 2009 : 4e | - 2010 : 4e - 2011 : 8e - 2012 : 3e - 2013 : 13e - 2014 : 21e |

#### Coupe du monde
| - 1965 : non participant - 1969 : 9e - 1977 : 3e - 1981 : Finaliste - 1985 : non participant - 1989 : Vainqueur - 1991 : Finaliste - 1995 : 6e - 1999 : Finaliste - 2003 : non participant | - 2007 : non participant - 2011 : 5e |

#### World Grand Champions Cup
| - 1993 : 3e - 1997 : 3e - 2001 : Vainqueur - 2005 : non participant - 2009 : Finaliste |

#### Jeux panaméricains
| - 1955 : non participant - 1959 : 7e - 1963 : non participant - 1967 : 3e - 1971 : Vainqueur - 1975 : Vainqueur - 1979 : Vainqueur - 1983 : Finaliste - 1987 : Finaliste - 1991 : Vainqueur | - 1995 : 3e - 1999 : Vainqueur - 2003 : Finaliste - 2007 : 3e - 2011 : Finaliste |

#### Championnat d'Amérique du Nord
| - 1969 : Vainqueur - 1971 : Vainqueur - 1973 : Finaliste - 1975 : Vainqueur - 1977 : Vainqueur - 1979 : Vainqueur - 1981 : Vainqueur - 1983 : 3e - 1985 : Finaliste - 1987 : Vainqueur | - 1989 : Vainqueur - 1991 : Vainqueur - 1993 : Vainqueur - 1995 : Vainqueur - 1997 : Vainqueur - 1999 : Finaliste - 2001 : Vainqueur - 2003 : 3e - 2005 : Finaliste - 2007 : 3e | - 2009 : Vainqueur - 2011 : Vainqueur - 2013 : 3e |

#### Copa America
| - 1998 : 3e - 1999 : 4e - 2000 : Vainqueur - 2001 : Finaliste - 2005 : 3e - 2007 : 3e - 2008 : Vainqueur |

#### Coupe panaméricaine
| - 2006 : 5e - 2007 : 3e - 2008 : non participant - 2009 : non participant - 2010 : non participant - 2011 : non participant |

#### Jeux d'Amérique centrale et des Caraïbes
| - 1930 : Finaliste - 1935 : 3e - 1946 : Vainqueur - 1950 : Finaliste - 1954 : 3e - 1959 : ? - 1962 : ? - 1966 : Vainqueur - 1970 : Vainqueur - 1974 : Vainqueur | - 1978 : Vainqueur - 1982 : Vainqueur - 1986 : Vainqueur - 1990 : Vainqueur - 1993 : Vainqueur - 1998 : Vainqueur - 2002 : non participant - 2006 : Finaliste - 2010 : non participant |

## Joueurs et personnalités de la sélection

### Sélectionneurs
- 1972-1985 :  Gilberto Herrera
- 1989-1994 :  Orlando Samuels
- 2001 :  Gilberto Herrera
- 2007-2013 :  Orlando Samuels
- 2017-2023 :  Nicolás Vives

### Sélection actuelle
Effectif retenu pour la Ligue des nations 2024.
| No                                  | Nom                                 | Date de naissance                   | Taille | Poids | Poste                        | Club                         |
| ----------------------------------- | ----------------------------------- | ----------------------------------- | ------ | ----- | ---------------------------- | ---------------------------- |
| 1                                   | Israel Massó                        | 2 décembre 1997                     | 204    | 96    | Central                      | VfB Friedrichshafen          |
| 2                                   | Osniel Melgarejo                    | 18 décembre 1997                    | 197    | 94    | Réceptionneur-attaquant      | Powervolley Milan            |
| 4                                   | Michael Sánchez                     | 5 juin 1986                         | 206    | 100   | Attaquant                    | Minas TC                     |
| 5                                   | Javier Concepción                   | 27 décembre 1997                    | 200    | 84    | Central                      | Stade poitevin               |
| 6                                   | Christian Thondike Mejías           | 28 mai 2001                         | 195    | 76    | Passeur                      | Cizre Belediyespor           |
| 7                                   | Yonder García                       | 26 février 1993                     | 183    | 78    | Libero                       | Al-Ahly SC                   |
| 11                                  | Liván Taboada                       | 4 octobre 1998                      | 199    | 86    | Passeur                      | SCM Zalău                    |
| 13                                  | Robertlandy Simón Aties             | 11 juin 1996                        | 208    | 114   | Central                      | You Energy Plaisance         |
| 15                                  | Bryan Camino                        | 23 février 2003                     | 186    | 80    | Réceptionneur-attaquant      | SK Aich-Dob                  |
| 17                                  | Roamy Alonso                        | 24 juillet 1997                     | 203    | 98    | Central                      | You Energy Plaisance         |
| 18                                  | Miguel Ángel López                  | 25 mars 1997                        | 189    | 90    | Réceptionneur-attaquant      | Al-Rayyan SC                 |
| 23                                  | Marlon Yant                         | 23 mai 2001                         | 204    | 100   | Réceptionneur-attaquant      | AS Volley Lube               |
| 24                                  | Alain Gorguet Salas                 | 28 décembre 1993                    | 189    | 84    | Libero                       | Santiago de Cuba             |
| 31                                  | Carlos Charles                      | 4 octobre 2000                      | 198    | 96    | Attaquant                    | EDC Gondomar                 |
|                                     |                                     |                                     |        |       |                              |                              |
| Encadrement technique               | Encadrement technique               |                                     |        |       | Légende                      | Légende                      |
| Entraîneur : Jesús Angel Cruz López | Entraîneur : Jesús Angel Cruz López | Entraîneur : Jesús Angel Cruz López |        |       | : Capitaine                  | : Capitaine                  |
| Entraîneur(s) adjoint(s) :          | Entraîneur(s) adjoint(s) :          | Entraîneur(s) adjoint(s) :          |        |       | : Joueur blessé actuellement | : Joueur blessé actuellement |